# Terres-de-Druance
Terres-de-Druance es una comuna nueva francesa situada en el departamento de Calvados, de la región de Normandía.

## Historia
Fue creada el 1 de enero de 2017, en aplicación de una resolución del prefecto de Calvados de 2 de diciembre de 2016 con la unión de las comunas de Lassy, Saint-Jean-le-Blanc y Saint-Vigor-des-Mézerets, pasando a estar el ayuntamiento en la antigua comuna de Lassy.

## Demografía
| Gráfica de evolución demográfica de Terres-de-Druance entre 1800 y 2013 |
|                                                                         |

Los datos entre 1800 y 2013 son el resultado de sumar los parciales de las tres comunas que forman la nueva comuna de Terres-de-Druance, cuyos datos se han cogido de 1800 a 1999, para las comunas de Lassy, Saint-Jean-le-Blanc y Saint-Vigor-des-Mézerets de la página francesa EHESS/Cassini. Los demás datos se han cogido de la página del INSEE.

## Composición
| Comuna delegada          | Código INSEE | Población (2013) | Superficie (km²) | Densidad (hab./km²) |
| ------------------------ | ------------ | ---------------- | ---------------- | ------------------- |
| Lassy                    | 14357        | 353              | 12.60            | 28                  |
| Saint-Jean-le-Blanc      | 14597        | 353              | 15.12            | 23                  |
| Saint-Vigor-des-Mézerets | 14662        | 242              | 9.47             | 26                  |